# Démence frontotemporale par mutation du gène CHMP2B
La démence frontotemporale par mutation du gène CHMP2B est une maladie neurodégénérative causée par une mutation du gène CHMP2B entraînant la formation d'une protéine tronquée.

## Description
Découverte en 1987, cette démence frontotemporale a été identifiée chez une famille du Danemark après la découverte d'une mutation du gène CHMP2B (en). Elle débute entre 46 et 65 ans par des changements subtils de la personnalité et un changement lentement progressif du comportement, du langage et des troubles du calcul. Depuis, la responsabilité de ce gène a été identifiée dans diverses formes de démence frontotemporale et reconnue dans de nombreuses autres familles de par le monde,. La perte d'initiative et une désinhibition sont les symptômes les plus communs. La maladie progresse en quelques années vers un mutisme profond avec démence. Plusieurs individus ont une rigidité asymétrique probablement en rapport avec le traitement neuroleptique. Le décès survient entre 3 et 21 ans après le début de la maladie.
Le diagnostic de démence frontotemporale par mutation du gène CHMP2B se fait par la clinique, l'imagerie médicale, une histoire familiale de maladie à transmission autosomique dominante et l'examen neuropathologique du cerveau qui montre des inclusions positives à l'ubiquitine et négatives à la TDP-43 (en). Le diagnostic définitif s'appuie sur l'existence de mutation du gène CHMP2B.
Le traitement est purement symptomatique.

## Conséquences des mutations
Les mutations connues de ce gène sont situées sur un site accepteur d'épissage entraînant la formation d'un transcrit alternatif aberrant qui ne peut pas produire la protéine normale mais une protéine tronquée dans son extrémité C-terminale,. Cette protéine fait partie de la fin du cycle des endosomes et est essentielle pour la fusion avec les lysosomes pour dégrader les protéines endocytées. Ces mutations du gène CHMP2B entraînent des désordres dans les mécanismes endo-lysosomaux et une signalisation autophagique défectueuse. Ces deux désordres représentent une caractéristique commune souvent présente dans les démences frontotemporales et dans les scléroses latérales amyotrophiques pour lesquelles le gène CHMP2B et sa protéine pourraient être des cibles thérapeutiques.
La découverte de ces mutations a permis une avancée des connaissances sur les dysfonctions des mécanismes endo-lysosomaux et autophagiques contribuant à la neurodégénération existant dans les démences frontotemporales et les scléroses latérales amyotrophiques.

## Sources
- Ressources relatives à la santé :   - Héritage mendélien chez l'humain
  - Medical Subject Headings

## bibliographie
- (en) Ida E Holm, Jeremy M Brown, Adrian M Isaacs, CHMP2B-Related Frontotemporal Dementia In GeneTests: Medical Genetics Information Resource (database online). Copyright, University of Washington, Seattle. 1993-2007